# David Paymer
David Paymer (* 30. August 1954 in Hempstead, New York) ist ein Oscar-nominierter US-amerikanischer Schauspieler und Regisseur.

## Leben und Leistungen
Paymer wuchs im Hamlet Oceanside seiner Geburtsstadt Hempstead auf Long Island in einer jüdischen Familie auf. Sein Vater Marvin Paymer verdiente mit Metallschrott sein Geld und wurde später Pianist und Dirigent. Seine Mutter war aus Belgien vor den Nazis geflüchtet. 1973 ließen sich die Eltern scheiden. Sein älterer Bruder ist der Schauspieler Steve Paymer (* 1951), mit dem er später auch zusammenarbeitete. David Paymer studierte Schauspiel und Psychologie an der University of Michigan. Er besuchte das Lee Strasberg Theatre and Film Institute und die Professional Performing Arts School in New York City.
In den 1970er Jahren stellte sich der erste Erfolg für ihn ein. Paymer war zunächst auf Tournee mit dem Musical Grease, in dem er in einer Nebenrolle Sonny LaTierri verkörperte. Anschließend trat er mit der Produktion auch am Broadway auf.
In annähernd 30 Berufsjahren verkörperte Paymer circa 130 Rollen in Fernsehserien, Fernsehfilmen und Kinofilmen und wurde mit verschiedenen Preisen bedacht. Einem größeren Kinopublikum wurde er durch die Komödie City Slickers – Die Großstadt-Helden (1991) mit Billy Crystal bekannt. Bei der Oscarverleihung 1993 war Paymer in der Kategorie Bester Nebendarsteller für seine Rolle in Der letzte Komödiant – Mr. Saturday Night nominiert, die ihm von Billy Crystal auf den Leib geschrieben worden war. Des Weiteren kann Paymer auf zwei Golden-Globe-Nominierungen verweisen, nämlich 1993 als bester Nebendarsteller für Der letzte Komödiant – Mr. Saturday Night und 1997 als bester Nebendarsteller für Crime of the Century.
Im Jahr 2000 verlieh ihm das National Board of Review den NBR Award für State and Main, zusammen mit dem Schauspielensemble. Für diesen Film erhielt er 2001 bei den Online Film Critics Society Awards den OFCS Award, zusammen mit dem Besten Schauspielensemble. Im selben Jahr bekam er bei den Florida Film Critics Circle Awards den FFCC Award ebenfalls für State and Main, auch hier gemeinsam mit dem Schauspielensemble.
In den letzten Jahren war Paymer auch als Regisseur von verschiedenen Fernsehserien tätig. Seit 1988 ist er mit Liz Georges verheiratet und hat eine Tochter.

## Filmografie
Schauspieler
- 1978: Grease Live on Broadway (Kurzfilm)
- 1979: Junge Schicksale (Fernsehserie, eine Episode)
- 1979: Zwei in Teufels Küche (The In-Laws)
- 1980: Barney Miller (Fernsehserie, eine Episode)
- 1980: Lou Grant (Fernsehserie, eine Episode)
- 1981: Happy Days (Fernsehserie, eine Episode)
- 1981: House Calls (Fernsehserie, eine Episode)
- 1981: Devil's House – Wenn Mauern töten (This House Possessed, Fernsehfilm)
- 1981: Star Wars: The Original Radio Drama (Fernsehserie, eine Episode, Stimme)
- 1981: Hart aber herzlich (Hart to Hart, Folge 3x08 Dunkle Stunden)
- 1982: Open all Night (Fernsehserie, eine Episode)
- 1982: Fame – Der Weg zum Ruhm (Fame, Fernsehserie, eine Episode)
- 1982: Taxi (Fernsehserie, eine Episode)
- 1982: Die unglaubliche Reise in einem verrückten Raumschiff (Airplane II: The Sequel)
- 1982–1988: Cagney & Lacey (Fernsehserie, 5 Episoden)
- 1983: Gloria (Fernsehserie, eine Episode)
- 1983: Der Junge vom anderen Stern (The Powers of Matthew Star, Fernsehserie, eine Episode)
- 1983: Grace Kelly (Fernsehfilm)
- 1983: Die Jeffersons (The Jeffersons, Fernsehserie, eine Episode)
- 1983: The Greatest American Hero (Fernsehserie, eine Episode)
- 1984: Polizeirevier Hill Street (Hill Street Blues, Fernsehserie, eine Episode)
- 1984: Her Life as a Man (Fernsehfilm)
- 1984: Angriff ist die beste Verteidigung (Best Defense)
- 1984: Triple Trouble (Irreconcilable Differences)
- 1984–1986: The Paper Chase (Fernsehserie, 5 Episoden)
- 1985: Familienbande (Family Ties, Fernsehserie, 2 Episoden)
- 1985: Agentin mit Herz (Scarecrow and Mrs. King, Fernsehserie, eine Episode)
- 1985: Zeit der Sehnsucht (Fernsehserie, 5 Episoden)
- 1985: Perfect
- 1985: Hardcastle & McCormick (Hardcastle and McCormick, Fernsehserie, eine Episode)
- 1985: Love, Mary (Fernsehfilm)
- 1985–1986: Cheers (Fernsehserie, 3 Episoden)
- 1986: Noch Fragen Arnold? (Diff’rent Strokes, Fernsehserie, 2 Episoden)
- 1986: Pleasures (Fernsehfilm)
- 1986: Das Model und der Schnüffler (Moonlighting, Fernsehserie, eine Episode)
- 1986: Howard – Ein tierischer Held (Howard the Duck)
- 1986: Die Nacht der Creeps (Night of the Creeps)
- 1986–1987: Downtown (Fernsehserie, 5 Episoden)
- 1987: Full House (Rags to Riches, Fernsehserie, eine Episode)
- 1987: 21 Jump Street – Tatort Klassenzimmer (21 Jump Street, Fernsehserie, eine Episode)
- 1987: No Way Out – Es gibt kein Zurück (No Way Out)
- 1987: My Sister Sam (Fernsehserie, eine Episode)
- 1987: Glänzender Asphalt (Private Eye, Fernsehserie, eine Episode)
- 1987: It’s Garry Shandling’s Show (Fernsehserie, eine Episode)
- 1988: Ein Schicksalsjahr (A Year in the Life, Fernsehserie, eine Episode)
- 1988: Chefarzt Dr. Westphall (St. Elsewhere, Fernsehserie, 2 Episoden)
- 1988: Simon & Simon (Fernsehserie, eine Episode)
- 1988: Walt Disneys bunte Welt (Fernsehserie, 2 Episoden)
- 1988: Wer ist hier der Boss? (Who’s the Boss?, Fernsehserie, eine Episode)
- 1988: Duet (Fernsehserie, eine Episode)
- 1989: Inspektor Hooperman (Hooperman, Fernsehserie, eine Episode)
- 1989: Der Hammer (No Holds Barred)
- 1989: Matlock (Fernsehserie, eine Episode)
- 1990: L.A. Law – Staranwälte, Tricks, Prozesse (L.A. Law, Fernsehserie, eine Episode)
- 1990: Sky High (Fernsehfilm)
- 1990: Nichts ist irrer als die Wahrheit (Crazy People)
- 1990: Sunset Beat – Die Undercover Cops (Fernsehserie, eine Episode)
- 1990: Einer gegen alle – Mancuso, FBI (Fernsehserie, eine Episode)
- 1990: Cop Rock (Fernsehserie, eine Episode)
- 1990–1991: Murphy Brown (Fernsehserie, 2 Episoden)
- 1991: Endstation Gerechtigkeit (Equal Justice, Fernsehserie, eine Episode)
- 1991: Jake und McCabe – Durch dick und dünn (Jake and the Fatman, Fernsehserie, eine Episode)
- 1991: City Slickers – Die Großstadt-Helden (City Slickers)
- 1991–1992: Der Polizeichef (The Commish, Fernsehserie, 5 Episoden)
- 1992: Der letzte Komödiant – Mr. Saturday Night (Mr. Saturday Night)
- 1992–1998: Die Larry Sanders Show (The Larry Sanders Show, Fernsehserie, 5 Episoden)
- 1993: Das Königsspiel – Ein Meister wird geboren (Searching for Bobby Fischer)
- 1993: 4 himmlische Freunde (Heart and Souls)
- 1993: Geschichten aus der Gruft (Tales from the Crypt, Fernsehserie, eine Episode)
- 1994: Die goldenen Jungs (City Slickers II: The Legend of Curly’s Gold)
- 1994: Duckman (Fernsehserie, eine Episode, Stimme)
- 1994: Quiz Show
- 1994: In Search of Dr. Seuss (Fernsehfilm)
- 1994: Cagney & Lacey: Tödlicher Kaviar (Cagney & Lacey: The Return, Fernsehfilm)
- 1994–1995: Aaahh!!! Monster (Fernsehserie, 2 Episoden, Stimme)
- 1995: Cagney & Lacey: Der Tote im Park (Cagney & Lacey: Together Again, Fernsehfilm)
- 1995: Schnappt Shorty (Get Shorty)
- 1995: Hallo, Mr. President (The American President)
- 1995: Nixon
- 1995: Santo Bugito (Fernsehserie, eine Episode, Stimme)
- 1996: Unforgettable
- 1996: City Hall
- 1996: Carpool
- 1996: Das Verbrechen des Jahrhunderts (Crime of the Century, Fernsehfilm)
- 1997: Der Team-Geist (The 6th Man)
- 1997: Gangland – Cops unter Beschuß (Gang Related)
- 1997: Amistad
- 1997–1998: Willkommen bei Kanal Umptee-3 (Fernsehserie, 4 Episoden, Stimme)
- 1998: Mörderischer Pakt (The Lesser Evil)
- 1998: Batman und Robin (The New Batman Adventures, Fernsehserie, eine Episode, Stimme)
- 1998: Godzilla – Die Serie (Godzilla: The Series, Fernsehserie, eine Episode, Stimme)
- 1998: Expedition der Stachelbeeren (The Wild Thornberrys, Fernsehserie, eine Episode, Stimme)
- 1998: Outside Ozona
- 1998: Mein großer Freund Joe (Mighty Joe Young)
- 1999: Payback – Zahltag (Payback)
- 1999: Dash and Lilly (Fernsehfilm)
- 1999: Der Chill Faktor (Chill Factor)
- 1999: Mumford
- 1999: Hurricane (The Hurricane)
- 2000: Rocket Power (Webserie, eine Episode, Stimme)
- 2000: Partners (Fernsehfilm)
- 2000: State and Main
- 2000: Bait – Fette Beute (Bait)
- 2000: Enemies of Laughter
- 2000: Bounce – Eine Chance für die Liebe (Bounce)
- 2000: Die Jazz Connection (For Love or Country: The Arturo Sandoval Story, Fernsehfilm)
- 2000: From Where I Sit (Fernsehfilm)
- 2001: Bartleby
- 2001: Night Visions (Fernsehserie, eine Episode)
- 2001: The Wild Thornberrys: The Origin of Donnie (Fernsehfilm, Stimme)
- 2001: Focus
- 2001: Destiny (Fernsehfilm)
- 2002: Joe & Max (Joe and Max, Fernsehfilm)
- 2002: Die Liga der Gerechten (Justice League (TV series), Fernsehserie, 2 Episoden, Stimme)
- 2002: RFK – Ein Kennedy gibt nicht auf (RFK, Fernsehfilm)
- 2002: Without a Trace – Spurlos verschwunden (Without a Trace, Fernsehserie, eine Episode)
- 2002: The Burial Society
- 2003: Alex & Emma
- 2003–2005: Line of Fire (Fernsehserie, 5 Episoden)
- 2004: Capital City (Fernsehfilm)
- 2004: Spartan
- 2004: Static Shock (Fernsehserie, eine Episode, Stimme)
- 2004: Century City (Fernsehserie, eine Episode)
- 2004: Jack & Bobby (Fernsehserie, 2 Episoden)
- 2004: Balto – Sein größtes Abenteuer (Balto III: Wings of Change, Stimme)
- 2004: Reine Chefsache (In Good Company)
- 2005: Charm School (Marilyn Hotchkiss’ Ballroom Dancing and Charm School)
- 2005: School of Life – Lehrer mit Herz (School of Life, Fernsehfilm)
- 2005: The Fix (Kurzfilm)
- 2005: Candor City Hospital (Kurzfilm)
- 2005: My Suicidal Sweetheart
- 2005: Warm Springs (Fernsehfilm)
- 2005: Checking Out – Alles nach meinen Regeln (Checking Out)
- 2005: Into the West – In den Westen
- 2006: Entourage (Fernsehserie, eine Episode)
- 2006: Ghost Whisperer – Stimmen aus dem Jenseits (Ghost Whisperer, Fernsehserie, eine Episode)
- 2007: The Champ (Resurrecting the Champ)
- 2007: Brothers & Sisters (Fernsehserie, eine Episode)
- 2007: Ocean’s 13 (Ocean’s Thirteen)
- 2008: October Road (Fernsehserie, eine Episode)
- 2008: Redbelt
- 2008: My Name Is Earl (Fernsehserie, eine Episode)
- 2009: Drag Me to Hell
- 2009–2016: Good Wife (The Good Wife, Fernsehserie, 5 Episoden)
- 2010: Law & Order: Special Victims Unit (Fernsehserie, eine Episode)
- 2011: Bad Teacher
- 2011: Twixt – Virginias Geheimnis (Twixt)
- 2011: The Mentalist (Fernsehserie, eine Episode)
- 2012: Fast verheiratet (The Five-Year Engagement)
- 2013–2014: Perception (Fernsehserie, 4 Episoden)
- 2014: Jack Ryan: Shadow Recruit
- 2014: Two-Bit Waltz
- 2016: The Pickle Recipe
- 2017: Pure Genius (Fernsehserie, eine Episode)
- 2017: Lemon
- 2017: There's… Johnny! (Fernsehserie, eine Episode)
- 2017–2018: I'm Dying Up Here (Fernsehserie, 5 Episoden)
- 2017–2019: The Marvelous Mrs. Maisel (Fernsehserie, 4 Episoden)
- 2018: Accident Man
- 2018: Die Conners (The Conners, Fernsehserie, eine Episode)
- 2019: Die sonnenbeschienene Nacht (The Sunlit Night)
- 2019: Brooklyn Nine-Nine (Fernsehserie, eine Episode)
- 2019: Fanboy (Kurzfilm)
- 2019: Bernadette (Where’d You Go, Bernadette)
- 2019: On Becoming a God in Central Florida (Fernsehserie, 2 Episoden)
- 2019: Room 104 (Fernsehserie, eine Episode)
- 2020: Star Trek: Picard (Fernsehserie, eine Episode)
- 2020: Horse Girl
- 2020: Briarpatch – Texas Kills! (Fernsehserie, 3 Episoden)
- 2020: Bad Therapy
- 2020: Dave (Fernsehserie, 2 Episoden)
- 2021: The Morning Show (Fernsehserie, eine Episode)

Regisseur
- 2004–2005: Everwood (Fernsehserie, 4 Episoden)
- 2004, 2006: One Tree Hill (Fernsehserie, 2 Episoden)
- 2005: Candor City Hospital (Kurzfilm)
- 2005: Jack & Bobby (Fernsehserie, eine Episode)
- 2005: Inconceivable (Fernsehserie, eine Episode)
- 2006: Grey’s Anatomy (Fernsehserie, eine Episode)
- 2006: Pepper Dennis (Fernsehserie, eine Episode)
- 2006: Windfall (Fernsehserie, eine Episode)
- 2006, 2010: Medium – Nichts bleibt verborgen (Medium, Fernsehserie, 2 Episoden)
- 2007: What About Brian (What About Brian?, Fernsehserie, eine Episode)
- 2007: Gilmore Girls (Fernsehserie, eine Episode)
- 2007: Heartland (Fernsehserie, eine Episode)
- 2007: Side Order of Life (Fernsehserie, eine Episode)
- 2007–2008: October Road (Fernsehserie, 4 Episoden)
- 2007–2009: Brothers & Sisters (Fernsehserie, 4 Episoden)
- 2008: The Unit – Eine Frage der Ehre (The Unit, Fernsehserie, eine Episode)
- 2008–2009: Privileged (Fernsehserie, 4 Episoden)
- 2009: Melrose Place (Fernsehserie, eine Episode)
- 2009–2012: Make It or Break It (Fernsehserie, 7 Episoden)
- 2010: Men of a Certain Age (Fernsehserie, eine Episode)
- 2010: Life Unexpected – Plötzlich Familie (Life Unexpected, Fernsehserie, eine Episode)
- 2010: Hellcats (Fernsehserie, eine Episode)
- 2010: My Superhero Family (No Ordinary Family, Fernsehserie, eine Episode)
- 2011: 90210 (Fernsehserie, eine Episode)
- 2011–2015: Hart of Dixie (Fernsehserie, 11 Episoden)
- 2011–2015: Switched at Birth (Fernsehserie, 6 Episoden)
- 2012–2013: New in Paradise (Bunheads, Fernsehserie, 2 Episoden)
- 2013: The Carrie Diaries (Fernsehserie, eine Episode)
- 2013: Mistresses (Fernsehserie, eine Episode)
- 2013: The Mentalist (Fernsehserie, eine Episode)
- 2013: The Fosters (Fernsehserie, eine Episode)
- 2013: Franklin & Bash (Fernsehserie, eine Episode)
- 2016: Recovery Road (Fernsehserie, eine Episode)
- 2016: Lucifer (Fernsehserie, eine Episode)

## Auszeichnungen
Oscar
- 1993: Nominierung in der Kategorie bester Nebendarsteller für Der letzte Komödiant – Mr. Saturday Night

Golden Globe Award
- 1993: Nominierung in der Kategorie bester Nebendarsteller für Der letzte Komödiant – Mr. Saturday Night
- 1997: Nominierung in der Kategorie bester Nebendarsteller für Crime of the Century

National Board of Review
- 2000: Auszeichnung in der Kategorie Bestes Schauspielensemble für State and Main

Online Film Critics Society Award
- 2000: Auszeichnung in der Kategorie Bestes Schauspielensemble für State and Main

Florida Film Critics Circle Awards
- 2000: Auszeichnung in der Kategorie Bestes Schauspielensemble für State and Main

CableACE Award
- 1995: Nominierung in der Kategorie Bester Hauptdarsteller in einer Dramaserie für Tales from the Crypt

Satellite Award
- 2003: Nominierung in der Kategorie Bester Darsteller in einer Dramaserie für Line of Fire

Screen Actors Guild Awards
- 1996: Nominierung in der Kategorie Bestes Schauspielensemble für Schnappt Shorty
- 1996: Nominierung in der Kategorie Bestes Schauspielensemble für Nixon